# コロムビア・ローズ
コロムビア・ローズ（アルファベット表記：Columbia Rose）は、日本コロムビアの女性歌手で、2015年6月時点で3人存在する。三代目が2015年7月に移籍し芸名を返上、2020年8月16日に二代目が死去したため、2020年6月3日現在は初代がステージで使用する。

## 初代コロムビア・ローズ
本名は松本マツ江（旧名：斉藤まつ枝、1933年1月4日 - ）、群馬県桐生市生まれ。
戦前にデビューした松原操が東京音楽学校（現：東京芸術大学）に在学中であったことから、素顔を出さない覆面歌手の「ミス・コロムビア」として成功した例を参考に、「戦後初の覆面歌手」として会社の宣伝戦略から計画された。
1951年、「第2回日本コロムビア全国歌謡コンクール」で優勝し、日本コロムビアに入社。芸名の「コロムビア・ローズ」は会社名と、第二次世界大戦中に「東京ローズ」と呼ばれた女性アナウンサーをヒントに名付けられた。
1952年、「娘十九はまだ純情よ」でデビュー。「どうせ拾った恋だもの」や「東京のバスガール」など数々のヒット曲を生み、1960年には紺綬褒章を受章。ステージ・映画・テレビ・ラジオと幅広く活躍するが、1961年9月、胸部疾患を理由に引退を表明。その後、1964年に日本コロムビア社員の松本巌と結婚し二人の娘に恵まれる。長女は舞台女優、次女はダンス指導者となり、松本とは2004年に死別した。昭和40年代の懐メロブームを機に歌手活動を再開、その後もステージ活動とともに、カラオケ教室の歌唱指導や歌謡コンクールの審査員、作曲家活動などをしている。
NHK紅白歌合戦に5回連続出場している。
2005年、一般財団法人・古賀政男音楽文化振興財団より日本大衆音楽の発展に貢献した功績を顕彰され、「大衆音楽の殿堂」入り。
2012年に歌手デビューから60年を迎えた。5月22日放映のNHK歌謡コンサートに出演し、紺の制服のバスガール姿で「東京のバスガール」を披露し、その間奏では東京タワーと東京スカイツリーを紹介するというバスガイドを行った。
2013年11月15日の「爆報! THE フライデー」（TBS）にVTR出演。80歳で車を乗り回し、遠方の歌謡教室まで自ら運転して教えに行う様子が放送された。また、2015年7月17日放送の同番組では後輩のこまどり姉妹と鎌倉で葉山牛を堪能する模様が放送された。
11月に行われる日本歌手協会主催の歌謡祭・歌謡フェスティバルにも出演しており、二代目コロムビア・ローズ、三代目コロムビア・ローズともたびたび共演している。

### 主なディスコグラフィー
太字は代表曲
- 娘十九はまだ純情よ（1952年4月）
- リンゴの花は咲いたけど（1952年10月）
- あなたの手紙（1952年10月）
- 乙女の青空（1952年12月）
- 雨の港の連絡船（1953年1月）
- 君を愛すと（1953年3月）
- 紅いベレー（1953年4月）
- 恋の渡り鳥（1953年6月）
- 君偲ぶ月影（1953年7月）
- キャバレーの薔薇（1953年8月）
- 花と乙女（1954年1月）
- 恋の花かんざし（1954年1月）
- からたちの花は咲いたけど（1954年1月）
- 君ゆえに（1954年4月） with 霧島昇
- こんな気持ちが恋かしら（1954年6月）
- 伊香保小唄（1954年7月）
- 哀愁日記（1954年9月）
- 鳩笛乙女（1954年9月）
- 赤い夕日の丘越えて（1954年11月）
- 雨の足音（1954年12月）
- 渡り鳥いつ帰る（1955年2月）
- 夜霧のガス灯（1955年2月）
- 青い鳥のエレジー（1955年7月）
- かりそめの唇（1955年8月）
- 愛しきはあの人（1955年8月）
- お春恋しや（1956年1月）
- 花ふたたび（1956年2月）
- あの夜の夢が消えたなら（1956年2月）
- 御無事でね（1956年6月）
- 娘艶歌師（1956年8月）
- しあわせはどこに（1956年8月）
- 好きで別れて（1956年10月）
- どうせ拾った恋だもの（1956年11月）[5]
- こころの小雨（心の小雨）（1956年11月）
- 哀愁のビギン（1956年12月）
- 愛しているのに（1957年2月）
- 花の都に憧れて（1957年3月）
- 花は嘆かず（1957年4月）
- 逢びきの街（1957年4月）
- おもかげは遥かなり（1957年7月）
- 湖畔の夜（1957年7月）
- 東京のバスガール（1957年10月）
- プリンセス・ワルツ（1957年11月）
- 花くれないに（1957年12月）
- 恋のブルース（1957年12月）
- 恋は炎か（1957年12月）
- こぼれ陽の町（1957年12月）
- 花のうず潮（1958年4月）
- 花の慕情（1958年5月）
- 恋は火のようなものなのね（1958年7月）
- 悲しみよグッドバイ（1958年8月）
- 東京の女王蜂（1959年2月）
- こころの太陽（1959年3月）
- 銀座地階の女（1959年4月）
- いとし我子（1959年4月）
- 雨が降る街角（1959年6月）
- 恋の彼岸花（1959年6月）
- ロマンス・ガイド（1959年10月）
- 熱海ワルツ（1959年11月）
- 希望の鐘（1959年12月）
- 河口湖ワルツ（1960年6月）
- 君を呼ぶ日本平（1961年3月）
- 南国にすてた恋（1961年5月）

### NHK紅白歌合戦出場歴
| 1956年（昭和31年）/第7回 | 娘艶歌師             | 藤島桓夫 |
| 1957年（昭和32年）/第8回 | どうせ拾った恋だもの | 藤島桓夫 |
| 1958年（昭和33年）/第9回 | プリンセス・ワルツ   | 藤島桓夫 |
| 1959年（昭和34年）/第10回 | ロマンス・ガイド     | 藤島桓夫 |
| 1960年（昭和35年）/第11回 | 新調深川節           | 三浦洸一 |
| - 第7回 - 第10回は、ラジオ中継による音声が現存する。 - 第10回は2009年4月29日放送のNHK-FM『今日は一日“戦後歌謡”三昧』で、彼女の歌の音声も含め全編の音声が再放送された。 - 第8回と第10回は歌唱中の写真も現存する。 |                      |          |

## 二代目コロムビア・ローズ
本名は宗 紀子（むね のりこ、1942年4月29日 - 2020年8月16日）。東京都出身。
初代の引退後、二代目募集オーディションにより応募総数3,500人から選ばれた。1962年、二代目コロムビア・ローズとして『白ばら紅ばら』で歌手デビュー。1964年、「智恵子抄」で第15回NHK紅白歌合戦に初出場。初代とは長年連絡を取りあう仲で、共演することも多かった。1975年に渡米し、ロサンゼルスで歌手活動を行った。
2014年1月9日放送の『木曜8時のコンサート〜名曲!にっぽんの歌〜』（テレビ東京）に出演。その後体調を崩し、2015年夏に日本に帰国するも、入退院を繰り返すようになり、2020年8月16日8時30分ごろ（JST）、心不全のため神奈川県大和市内の病院で死去。78歳没。2014年11月28日、日本歌手協会「第41回歌謡祭・歌謡フェスティバル」（東京都中野区・中野サンプラザホール）において初代と共演したステージが最後の芸能活動となった。二代目の訃報を受けた初代は「まさか10歳も年下なのに先に逝ってしまうなんて…」と追悼コメントをした。

### 代表曲
- 白ばら紅ばら（1962年8月発売）
- ミス仙台（1962年11月発売）
- 長い一本道（1963年5月発売）
- 智恵子抄(1964年発売)
- さあさ踊ろよ(1964年3月発売) - 舟木一夫・青木和子・草野士郎・本間千代子とともに歌唱
- 夢のハワイで盆踊り(1964年7月発売) - 舟木一夫・本間千代子・高橋元太郎とともに歌唱
- 二十才(1964年発売)
- たけくらべの歌(1964年発売)
- 二十四の瞳(1965年6月発売)
- 花狂言／ひそか（1997年10月発売、最新曲、アメリカ・カナダ・日本発売）作詞：阿久悠、作曲：喜多嶋修。

### NHK紅白歌合戦出場歴
| 年度/放送回               | 曲目     | 対戦相手   |
| ------------------------- | -------- | ---------- |
| 1964年（昭和39年）/第15回 | 智恵子抄 | 克美しげる |

### 映画
- 夢のハワイで盆踊り(東映、1964年8月1日公開、鷹森立一監督)

### その他の出演
- 日本歌手協会歌謡祭・歌謡フェスティバル（2014年まで毎年出演）

## 三代目コロムビア・ローズ 野村未奈
本名は野村 美菜（のむらみな）。作曲家・水森英夫門下。「三代目コロムビア・ローズ」として2004年に「出航五分前」で歌手デビュー。2007年7月には同じ水森門下の森山愛子・小村美貴とともに、ユニット「次世代演歌3人娘グー・チョキ・パー」を結成した。
2013年、デビュー10周年を契機に芸名を“野村未奈”とし、名称表記を“三代目コロムビア・ローズ 野村未奈”と改める。
2015年7月1日、日本クラウンに移籍するとともに、三代目コロムビア・ローズの名称を返上、“野村未奈”に再改名した。 

### 代表曲
- 出航五分前（2004年6月23日発売）
- 蒼いバラの伝説（2005年3月23日発売）
- 異国の華〜お春物語〜（2005年9月21日発売）
- 夢のバスガール（はとバス バスガイド応援ソング、2006年6月21日発売）
- 最終便（2007年9月19日発売）
- 迷子（2008年11月19日発売）
- 城下町ブルース（2009年11月4日発売）
- 五分五秒の二人（2012年11月21日発売）